# 突尼斯驻华大使馆
突尼斯驻华大使馆（阿拉伯语：‎），是突尼斯共和国在中华人民共和国的最高外交代表机构。馆址位于中国北京市朝阳区三里屯东街1号。大使馆也兼辖在突尼斯在越南、柬埔寨的外交业务。